# Mike Espy
Alphonso Michael Espy (Yazoo City, Misisipi, 30 de noviembre de 1953) es un político estadounidense. Fue el 25° Secretario de Agricultura de los Estados Unidos entre 1993 y 1994. Fue el primer afroestadounidense y la primera persona del Deep South que ocupaba la posición. Un miembro del Partido Demócrata, Espy anteriormente actuaba como el EE.UU. representante del 2.º distrito congresional de Misisipi entre 1987 y 1993.
En marzo de 2018, Espy anunció su candidatura para el escaño en el Senado de los Estados Unidos que Thad Cochran estaba  dejando. Espy terminó en segundo lugar en el elección especial apartidista el 6 de noviembre antes de enfrentar la Republicana Cindy Hyde-Smith en el segunda vuelta el 27 de noviembre. Espy fue derrotado por Hyde-Smith, pero obtuvo más que 46 perciento del voto en el Elección al Senado EE.UU. en Misisipi más reñido desde 1988. Fue el nominado de nuevo en el in the elección de 2020, que perdió.